# Hoytville (Ohio)
Pour les articles homonymes, voir Hoytville.
Hoytville est un village américain situé dans le comté de Wood, dans l'Ohio. Selon le recensement de 2010, sa population est de 303 habitants.